# Nipponecphylus palpator
Nipponecphylus palpator är en stekelart som beskrevs av Belokobylskij, Iqbal och Austin 2004. Nipponecphylus palpator ingår i släktet Nipponecphylus och familjen bracksteklar. Inga underarter finns listade i Catalogue of Life.